# 테어다운
테어다운(Teardown)은 턱시도 랩스(Tuxedo Labs)에서 개발하고 배급한 2022년 샌드박스 퍼즐 비디오 게임이다. 이 게임은 재정적으로 어려움을 겪는 철거 회사의 소유주를 중심으로 진행된다. 그는 의심스러운 일을 맡다가 경찰 수사를 돕는 것과 더 모호한 임무를 맡는 것 사이에서 얽히게 된다. 테어다운은 파괴 가능한 복셀로 구성된 레벨 (비디오 게임 용어)을 제공하며 플레이어는 연속적인 임무를 통해 캠페인을 따르다. 대부분의 임무에서 플레이어는 타이머를 작동시키는 보안 경보에 연결된 물체를 수집하거나 파괴해야 한다. 플레이어는 준비할 수 있는 시간이 무제한이며 업그레이드 가능한 도구, 차량 및 폭발물이 제공되어 레벨 내에서 타이머가 끝나기 전에 목표를 완료하고 도주 차량에 도달할 수 있는 경로를 만들 수 있다.
테어다운은 데니스 구스타프손이 개발한 독점 게임 엔진을 사용한다. 데니스 구스타프손은 2017년에 이전 회사인 메디코어(Mediocre)를 청산한 후 기술 개발을 시작했다. 그는 처음에 레이 트레이싱을 사용하여 파괴 가능한 복셀을 구현했으며, 여러 번의 폐기된 디자인 이후 2단계 강도 개념을 구상했다. 전 평범한 디자이너인 에밀 벵트손(Emil Bengtsson)과 긴밀히 협력하면서 구스타프손은 트위터를 통해 정기적으로 개발 업데이트를 공유했고 그에 따른 인기로 인해 그는 테어다운에 대한 전통적인 마케팅을 추구하지 않게 되었다. 이 게임은 2019년 10월에 발표되었으며 2020년 10월에 초기 액세스 게임으로 출시되었으며 캠페인의 절반은 2021년 12월에 추가되었다. 완성된 게임은 2022년 4월에 출시되었다.
테어다운은 얼리 액세스 단계와 초기 액세스 단계에서 긍정적인 반응을 보였으며 출시 후 호평을 받았다. 비평가들은 게임의 물리학, 상호작용성, 그래픽 구현, 아트 스타일 및 음악을 칭찬했다. 캠페인 진행과 스토리에 대해 엇갈린 의견이 나왔고 일부 제어 요소는 비판을 받았다. 모드에 대한 게임의 지원은 잠재적인 수명의 주요 요인으로 언급되었다. 테어다운은 2022년 8월까지 110만 장을 판매했으며, 게임의 성공으로 인해 턱시도 랩스는 엠브레이서 그룹(Embracer Group) 산하 세이버 인터랙티브(Saber Interactive)에 인수되었다. 세이버 인터랙티브에서 퍼블리싱한 플레이스테이션 5 및 엑스박스 시리즈 X/S 포트는 2023년 11월에 출시되었다.